# PGC 10331
PGC 10331 ist eine Spiralgalaxie vom Hubble-Typ Sc im Sternbild Dreieck am Nordsternhimmel. Sie ist rund 190 Millionen Lichtjahre vom Sonnensystem entfernt und hat einen Durchmesser von etwa 165.000 Lichtjahren.

Diese Galaxie wurde fälschlicherweise in einigen Katalogen als NGC 1062 aufgeführt.
In der unmittelbaren optischen Umgebung befinden sich zahlreiche weitere Objekte, beispielsweise NGC 1060, NGC 1061, NGC 1066, NGC 1067.